# 貝瑞塔DT-10雙管霰彈槍
貝瑞塔DT-10雙管霰彈槍（英語：Beretta DT-10）是一款由貝瑞塔在2000年生產的雙管霰彈槍。

## 外部連結
- （英文）Beretta Over and Unders / Side by Sides Instruction Manual （页面存档备份，存于）
- （日語）Beretta Japan （页面存档备份，存于） - ベレッタ日本公式サイト